# Baruther Maar

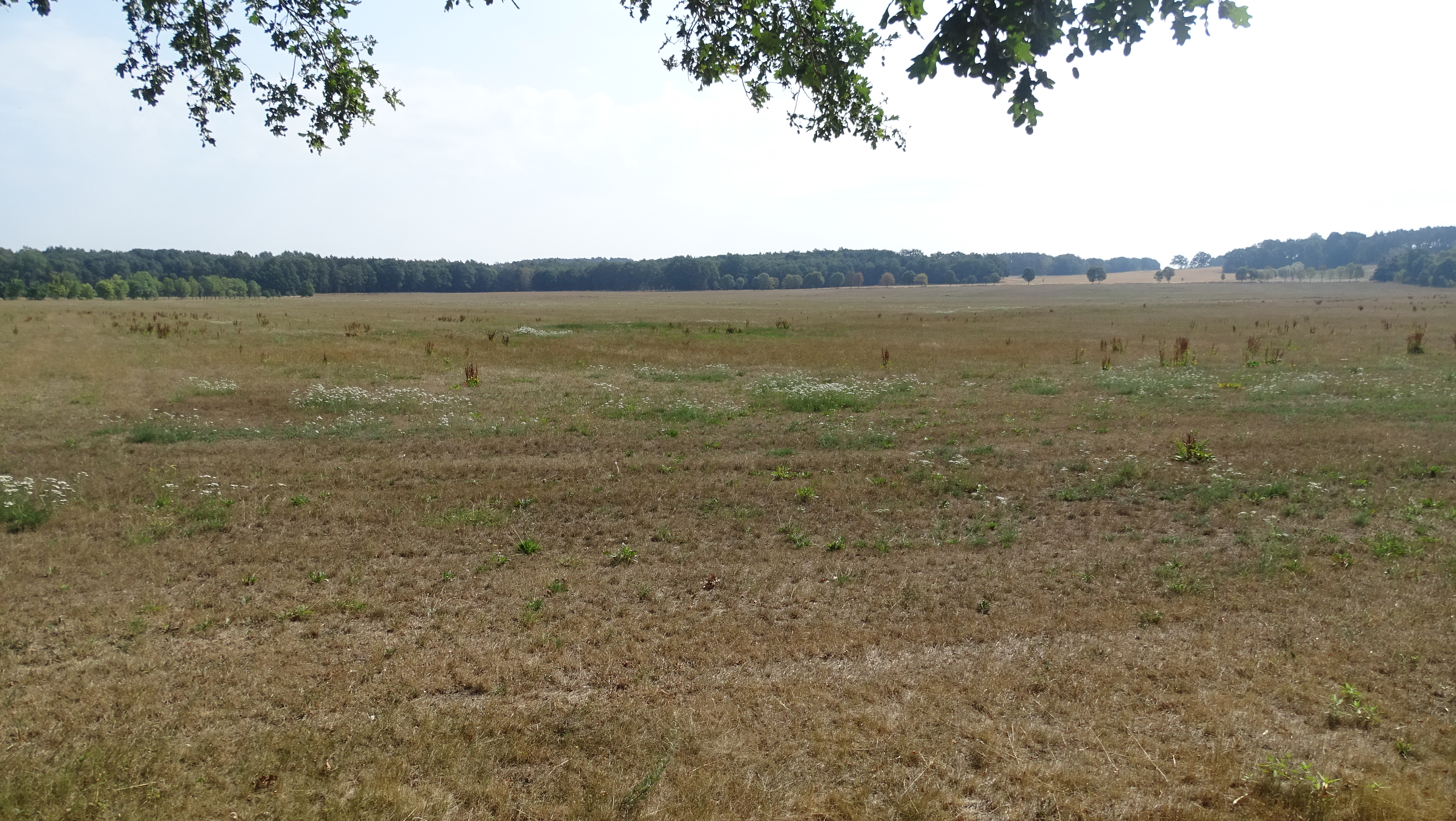
Baruther Maar von Südwesten

Das Baruther Maar ist ein verdecktes vulkanisches Maar östlich von Baruth bei Bautzen. Ein weiteres verschüttetes Trockenmaar befindet sich 5 Kilometer nördlich bei Kleinsaubernitz.

## Lage und Zugang
Das Baruther Maar liegt ca. 800 Meter östlich des Ortszentrums von Baruth. Es hat einen Durchmesser von ungefähr 1200 Metern. Ein Geopfad mit dem Namen „Baruths heiße Vergangenheit“ führt über sieben Stationen bis an den Rand des Maars, über welchem sich heute eine landwirtschaftliche Nutzfläche befindet.

## Entdeckung
Das Baruther Maar ist im Lauf der Erdgeschichte von jüngeren Schichten und Sedimenten, die eine Mächtigkeit von bis zu 207 Metern aufweisen, überdeckt worden. Es ist deshalb in der heutigen Landschaft auf den ersten Blick nicht zu sehen. Auf der Suche nach Rohstoffen wurde hier bei gravimetrischen Regionalvermessungen der DDR eine negative Schwereanomalie entdeckt. Man vermutete, dass die Ursache ein verdecktes Maar sein könnte. Der Abstand der Messpunkte betrug 500 Meter, weshalb man das Zentrum der Anomalie nicht genau bestimmen konnte. 1996 führte man deshalb Verdichtungsmessungen durch, die im Ergebnis die Mitte des Maars bestimmten. Hier wurde 1998 eine Forschungsbohrung abgeteuft. Die Auswertung der Bohrkerne bestätigte, dass es sich um ein Maar handelt. Weiterhin konnte ein Abschnitt der geologischen und paläontologischen Geschichte der Lausitz nachvollzogen werden. Über einen Zeitraum von 300.000 Jahren wurde hier Kieselgur als Warvit abgelagert und stellt dabei ein exzellentes Klimaarchiv dar.

## Entstehung
Das Baruther Maar entstand vor ca. 28 Millionen Jahren im Oligozän durch eine phreatomagmatische Explosion in 300 Metern Tiefe beim Kontakt von Magma mit Grundwasser. Der Ausbruch dauerte nur wenige Wochen. Im Anschluss füllte sich der Explosionskrater mit Wasser und bildete einen abflusslosen See, der an seiner tiefsten Stelle ca. 250 Meter maß. In einem langsamen Prozess verfüllten Sedimente den Krater, und der See verlandete.